# Ruthwell Museum

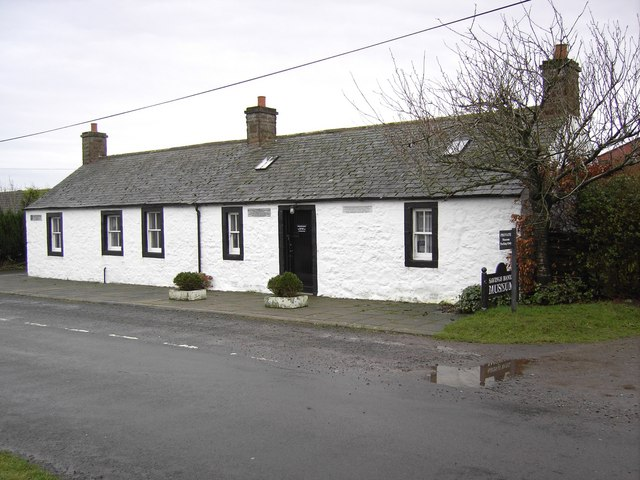
Ruthwell Museum

Das Ruthwell Museum, auch Savings Banks Museum, ist ein Museum in der schottischen Ortschaft Ruthwell in der Council Area Dumfries and Galloway. 1971 wurde das Bauwerk in die schottischen Denkmallisten in der höchsten Denkmalkategorie A aufgenommen.

## Beschreibung
Der Geistliche Henry Duncan richtete 1810 in diesem Gebäude die erste Sparkasse Schottlands ein. Das kleine Museum ist dieser Thematik gewidmet. Der Eintritt ist frei.
Das Museum liegt an der Hauptstraße von Ruthwell. Das Gebäude könnte um 1760 erbaut worden sein. Ursprünglich handelte es sich vermutlich um zwei eigenständige Cottages, die zu einer Einheit verbunden wurden. Die nordexponierten Frontseiten sind drei Achsen weit. Anstelle der Eingangstüre wurde am östlichen Gebäude im Laufe des 19. Jahrhunderts ein Fenster eingesetzt. Das Mauerwerk besteht aus Bruchstein und ist entlang der Fassaden gekalkt. Gebäudeöffnungen sind mit Faschen farblich abgesetzt. Das Gebäude schließt mit einem schiefergedeckten Satteldach mit zwei Dachfenstern. Die Abschlüsse der Kamine wurden entfernt.